# Момбелли, Эрнесто
Эрнесто Момбелли (итал. Ernesto Mombelli; 12 июня 1867, Турин — 1932) — итальянский военный и государственный деятель; генерал-майор (1916), губернатор колонии Итальянская Киренаика с 24 мая 1924 по 22 ноября 1926 года.

## Биография
Эрнесто Момбелли родился 12 июня 1867 года в городе Турин; получил военное образование. В 1913 году он был назначен военным атташе при посольстве Королевства Италии в Стамбуле. В годы Первой мировой войны, между 1916 и 1917 годами, принимал участие в военной кампании в Греции: в звании генерал-майора командовал 36-й пехотной дивизией «Брешиа». Затем Момбелли командовал итальянским экспедиционным корпусом в Македонии (Corpo di spedizione italiano in Macedonia). После войны, в период с 1922 по 1925 год, был адъютантом при короле Викторе Эммануиле III.
После прихода к власти Бенито Муссолини, Эрнесто Момбелли являлся губернатором колонии Итальянская Киренаика — занимал данный пост с 24 мая 1924 по 22 ноября 1926 года, сменив генерал-лейтенанта Луиджи Бонджованни. Момбелли пытался восстановить контроль над территорией колонии, используя броневики и добился ряда успехов. Однако, не добившись решающего успеха, он покинул военную службу; умер в 1932 году.